# دیدیه یا کونان
دیدیه یا کونان (فرانسوی: Didier Ya Konan‎؛ زادهٔ ۲۲ مهٔ ۱۹۸۴) یک بازیکن فوتبال اهل ساحل عاج است.
وی همچنین در تیم‌های ملی فوتبال ساحل عاج بازی کرده‌است.